# Time-slicing
Time-slicing és una tècnica utilitzada per la tecnologia DVB-H, entre d'altres, que permet disminuir el consum de la bateria dels dispositius mòbils. Es basa en la multiplexació en temps de la transmissió dels diferents serveis. El DVB-H transmet les dades per ràfegues, i pemet que el receptor s'apagui en els períodes inactius. D'aquesta manera es pot aconseguir un estalvi d'energia de fins al 90%.

## Descripció

### Motivació
Un dels principals problemes dels terminals mòbils és la capacitat limitada de la bateria. Aquests terminals podrien ser compatibles amb el DVB-T però la desmodulació i descodificació d'aquest senyal representaria un cost massa alt energèticament. Una investigació a principis de l'evolució de DVB-H va demostrar que el consum d'energia total d'una interfície DVB-T va ser de més d'1 vat i s'espera que no disminueixi per sota de 600 mW fins al 2006. L'objectiu previst és arribar a un consum de 100 mW, valor que sí que s'aconsegueix amb el DVB-H.
L'avantatge del DVB-H respecte al DVB-T és que només es descodifica el servei o programa que s'ha seleccionat en aquell moment, en canvi en el DVB-T primer es descodifica tot el flux de dades i després s'accedeix al programa.

### Funcionament

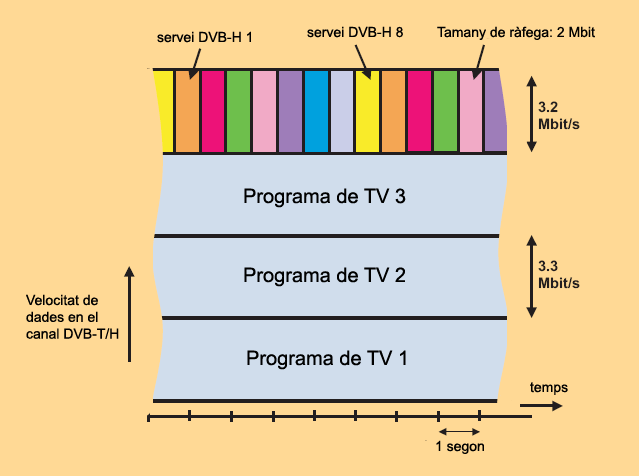
Principi del time-slicing: exemple d'un servei multiplexat en el mateix canal DVB-T/H, incloent els serveis DVB-H.

Es pot rebre el senyal DVB-H en accedir-hi selectivament en el temps: el terminal es sincronitza amb les dades del servei que volem, però canvia a un mode d'estalvi d'energia durant el temps intermedi quan els altres serveis s'estan transmetent. L'estalvi d'energia durant el temps entre ràfegues, en relació amb el temps necessari per a la recepció d'un servei individual, és l'estalvi d'energia proporcionada per la tècnica de time-slicing. A la pràctica, la durada d'una ràfega és de l'ordre de centenars de mil·lisegons, mentre que el temps d'estalvi d'energia pot ser de diversos segons. Amb aquest sistema es pot aconseguir un estalvi d'energia de fins a un 90%.
La posició de les ràfegues s'assenyala en termes de la diferència de temps relatiu entre dues ràfegues consecutives d'un mateix servei. Les ràfegues que entren al receptor s'emmagatzemen en un buffer per després ser llegides. La quantitat de dades d'una ràfega ha de ser prou gros perquè no es produeixin discontinuïtats durant el període d'estalvi d'energia. Però a la vegada, la quantitat de dades ha de ser prou petita perquè per encabir tots els serveis que es volen transmetre. D'aquesta manera es disminueix la qualitat del vídeo per aconseguir una menor taxa de bits.
l'exemple de la figura de la dreta, mostra l'interval d'un flux de dades que conté el temps de serveis en fraccions. Una quarta part de la capacitat total del canal DVB-T, que és de 13,27 Mbit/s, s'assigna als serveis DVB-H, mentre que la capacitat restant es reparteix entre els serveis de DVB-T normals. L'exemple mostra que és possible transmetre tant DVB-T i DVB-H a la mateixa xarxa.